# Hania Rani
Hania Rani, nata Hanna Maria Raniszewska (Danzica, 5 settembre 1990), è una pianista, compositrice e cantante polacca.
Ha studiato musica presso la Scuola di Musica Feliks Nowowiejski di Danzica e l'Università di Musica di Fryderyk Chopin.

## Biografia
Formatasi come pianista classica, Rani ha iniziato a incorporare il jazz nel suo lavoro durante la scuola di musica. Durante la pandemia di COVID-19, Rani ha iniziato a sperimentare con l'improvvisazione e la composizione. Ora è riconosciuta come un'artista in via di sviluppo e pionieristica all'interno del genere musicale post-classico (noto anche come neoclassico).
Nel 2022 Rani è stata invitata a Parigi per esibirsi in spettacoli dal vivo registrati per ARTE e Cercle.

## Critica
Rani ha attirato l'attenzione per aver offuscato le tradizionali distinzioni tra jazz, musica classica e house ed essere un magistrale interprete e compositore.

## Discografia
- Esja (2019)
- Home (2020)
- Music for Film and Theatre (2021)
- Inner Symphonies (con Dobrawa Czocher) (2021)
- On Giacometti (2023)
- Ghosts (2023)
- Nostalgia (2024)
- Affeksjonsverdi (2025, colonna sonora)